# Jan Willem van Borselen
Jan Willem van Borselen   (Gouda, 20 de setembre de 1825 - la Haia, 24 de setembre de 1892) va ser un pintor neerlandès del segle xix. És conegut pels seus paisatges fets a aquarel·la. Jan Willem van Borselen a ser un alumne del seu pare Pieter van Borselen i d'Andreas Schelfhout. L'any 1861 va rebre una medalla honorífica a l'exposició de la Haia i l'any 1873 va guanyar la medalla d'or de la mostra mundial celebrada a Viena. Va ser membre del Pulchri Studio i del Hollandsche Teekenmaatschappij. Va tenir com a alumnes Louise Marie Françoise van der Beek, Théophile de Bock, i Timotheus Wilhelmus Ouwerkerk.